# 比亚什
比亚什（法語：Biaches，法語發音：[bjaʃ]）是法国上法蘭西大區索姆省的一个市镇，属于佩罗讷区。

## 地理
比亚什（49°55'28"N, 2°54'31"E）面积6.52 平方千米，位于法国上法蘭西大區索姆省，该省份为法国北部沿海省份，北起加来海峡省和北部省，西接滨海塞纳省和大西洋英吉利海峡，南至瓦兹省，东临埃纳省。
与比亚什接壤的市镇（或旧市镇、城区）包括：巴尔勒、索姆河畔克莱里、弗洛库尔、佩罗讷。
比亚什的时区为UTC+01:00、UTC+02:00（夏令时）。

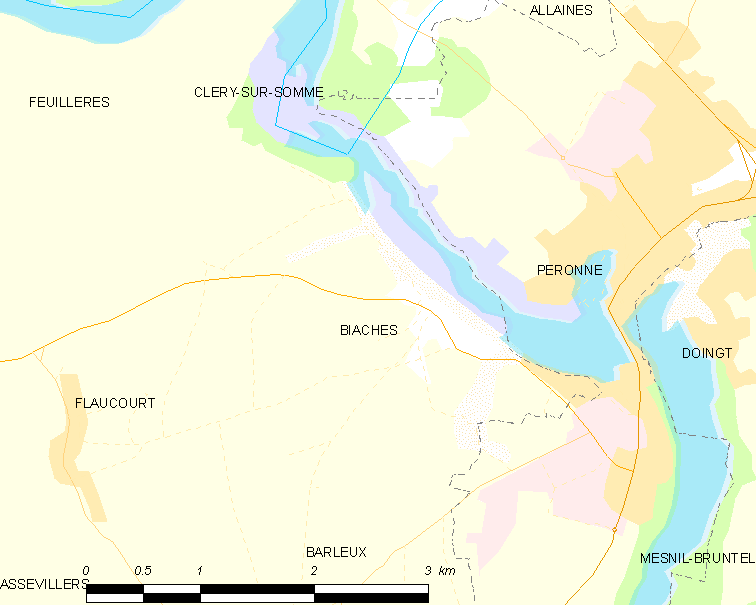
比亚什的OSM定位图

## 行政
比亚什的邮政编码为80200，INSEE市镇编码为80102。

## 政治
比亚什所属的省级选区为佩罗讷县。

## 人口

1962-2008年间比亚什人口变化图示

比亚什于2022年1月1日时的人口数量为386人。